# Francisco Javier Boguerín
Francisco Javier Boguerín y Acedillo (Madrid, 1824-Madrid, 1886) fue un ingeniero de caminos y político español, varias veces diputado en las Cortes de la Restauración por distritos de la provincia de Pontevedra.

## Biografía
Nacido el 1 de diciembre de 1824 en Madrid, salió en 1846 de la Escuela de Ingenieros y realizó sus primeras campañas profesionales en Asturias, desde donde pasó pocos años después a estudiar, a las órdenes de Joaquín Núñez de Prado, el proyecto de ferrocarril de Barcelona a Tarragona. En 1855 fue destinado al distrito de Madrid, en el que sirvió hasta 1858, a pesar de su ascenso a jefe de segunda clase en 1856. Entre los trabajos que realizó en esta época figuraron varios proyectos de carreteras, entre ellos el camino que desde Alcorcón se dirigía al límite de las provincias de Madrid y Ávila, por Villaviciosa, Brunete y San Martín de Valdeiglesias. En 1858 comenzó, en opinión de Pardo, su periodo más brillante, en el que estudió los ferrocarriles de Orense a Vigo, de Zaragoza a Escatrón y de Cádiz a Gibraltar. El proyecto de Cádiz a Gibraltar figuró y obtuvo premio en la Exposición Universal celebrada en París en 1867. Hacia finales de 1868 o comienzos de 1869 volvió al servicio activo del Cuerpo de Ingenieros, con la categoría de jefe de primera clase, que tenía desde 1862. Se encargó de la jefatura del depósito de planos e instrumentos, en el Ministerio de Fomento, destino que desempeñó pocos meses, al ser nombrado jefe del negociado de ferrocarriles, cargo que ocupó hasta diciembre de 1874, momento en que pasó en calidad de segundo jefe la provincia de Madrid, siendo nombrado ingeniero jefe de la misma en marzo siguiente. Fue jefe superior de Administración, cruz de Carlos III, cruz de primera clase de María Victoria y gran cruz de Cristo de Portugal. En el plano político estuvo afiliado al partido conservador liberal y en tres ocasiones obtuvo escaño de diputado en el Congreso, por los distritos pontevedreses de Tuy y Redondela. Falleció el 2 de julio de 1886 en Madrid.